# Ley General del Ambiente (Argentina)
La Ley Nacional Nº 25675, llamada Ley General de Ambiente, es una legislación argentina que tiene el fin principal de brindar presupuestos mínimos para la gestión del ambiente. Fue sancionada el 6 de noviembre de 2002 y promulgada el 27 de noviembre de 2002 y contiene normas del derecho civil en materia de responsabilidad por daños ambientales, de derecho procesal asentando las bases estructurales del ambiente y de derecho administrativo.

## Antecedentes
Como antecedente de la Ley General de Ambiente se tuvo en cuenta el nuevo artículo 41 
Artículo 41.- Todos los habitantes gozan del derecho a un ambiente sano, equilibrado, apto para el desarrollo humano y para que las actividades productivas satisfagan las necesidades presentes sin comprometer las de las generaciones futuras; y tienen el deber de preservarlo. El daño ambiental generará prioritariamente la obligación de recomponer, según lo establezca la ley.
Las autoridades proveerán a la protección de este derecho, a la utilización racional de los recursos naturales, a la preservación del patrimonio natural y cultural y de la diversidad biológica, y a la información y educación ambientales.
Corresponde a la Nación dictar las normas que contengan los presupuestos mínimos de protección, y a las provincias, las necesarias para complementarlas, sin que aquéllas alteren las jurisdicciones locales.
Se prohíbe el ingreso al territorio nacional de residuos actual o potencialmente peligrosos, y de los radiactivos.de la Constitución Nacional que cita que el ambiente "debe ser apto para el desarrollo humano y para que las actividades productivas satisfagan las necesidades presentes sin comprometer a las generaciones futuras".
Esta ley ratifica el Pacto Federal Ambiental, que es un acuerdo interjurisdiccional firmado en 1993, declarando la importancia del Consejo Federal de Medio Ambiente (COFEMA) como instrumento para la coordinación ambiental en la república y éste Pacto, a su vez, sigue los lineamientos de la Agenda 21.
El principio precautorio se basa en el Principio 15 de la Declaración de Río sobre el Medio Ambiente y el Desarrollo de 1992, basando el daño irreversible en función de los costos.

### Leyes provinciales similares
- Ley de Principios Rectores para la Preservación, Conservación, Defensa y Mejoramiento del Medio Ambiente de la Provincia de Córdoba n.º 7343, sancionada el 29 de agosto de 1985.
- Ley de Preservación, Conservación y Defensa del Ambiente de la Provincia de Neuquén n.º 1875, sancionada el 21 de diciembre de 1990.
- Ley de Preservación del Medio Ambiente de la Provincia de Mendoza n.º 5961, sancionada el 26 de agosto de 1992.
- Ley de Preservación, Conservación, Defensa y Mejoramiento del Medio Ambiente de la Provincia de Tierra del Fuego, Antártida e Islas del Atlántico Sur n.º 55, sancionada el 2 de diciembre de 1992.
- Ley de Principios Rectores para la Preservación, Recuperación, Conservación, Defensa y Mejoramiento Medio Ambiental de la Provincia de Chaco n.º 3964, sancionada el 15 de diciembre de 1993.
- Ley General del Ambiente de la Provincia de San Juan n.º 6634, sancionada el 14 de septiembre de 1995.
- Ley de Medio Ambiente de la Provincia de Buenos Aires n.º 11723, sancionada el 9 de noviembre de 1995.
- Ley de Mejoramiento del Ambiente y los Recursos Naturales de la Provincia de Santiago del Estero n.º 6321, sancionada el 6 de noviembre de 1996.
- Ley General de Ambiente de la Provincia de Jujuy n.º 5063, sancionada el 14 de julio de 1998.
- Ley de Evaluación de Impacto Ambiental de la Ciudad de Buenos Aires n.º 123, sancionada el 10 de diciembre de 1998.
- Ley de Medio Ambiente y Desarrollo Sustentable de la Provincia de Santa Fe n.º 11717, sancionada el 18 de noviembre de 1999.
- Ley General de Ambiente de la Provincia de Chubut n.º 4563, sancionada el 7 de diciembre de 1999.
- Ley de Protección del Medio Ambiente de la Provincia de Salta n.º 7070, sancionada el 21 de diciembre de 1999.
- Ley de Ambiente de la Provincia de La Pampa n.º 1914, sancionada el 11 de enero de 2001.
- Ley de Evaluación de Impacto Ambiental de la Provincia de Santa Cruz n.º 2658, sancionada el 10 de julio de 2003.
- Ley de Medio Ambiente de la Provincia de La Rioja n.º 7801, sancionada el 29 de marzo de 2005.
- Ley de Defensa, Conservación y Mejoramiento del Ambiente de la Provincia de Tucumán n.º 6253

## Marco legal

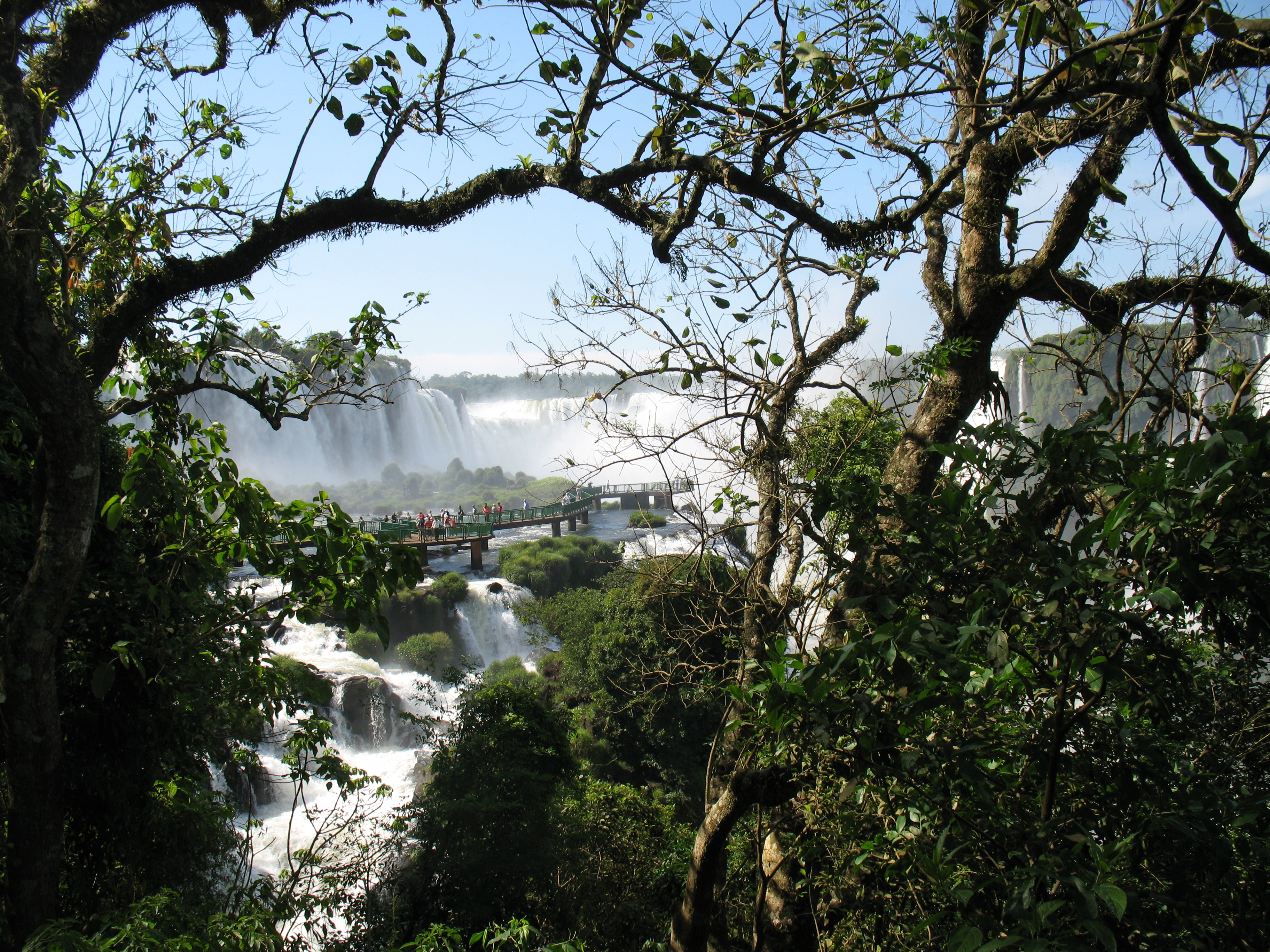
Parque nacional Iguazú.2010.

La ley se establece en su primer artículo "presupuestos mínimos para el logro de una gestión sustentable y adecuada del ambiente, la preservación y protección de la diversidad biológica y la implementación del desarrollo sustentable", siendo aplicado este criterio -según el artículo 6- en todo el territorio nacional para asegurar la protección ambiental debiendo prever "las condiciones necesarias para garantizar la dinámica de los sistemas ecológicos, mantener su capacidad de carga y, en general, asegurar la preservación ambiental y el desarrollo sustentable".

### Objetivos
El artículo 2 se refiere a los once objetivos de la ley, ellos son:
- Asegurar la preservación, conservación, recuperación y mejoramiento de la calidad de los recursos ambientales, tanto naturales como culturales, en la realización de las diferentes actividades vinculadas con los seres humanos (antrópicas);
- Promover el mejoramiento de la calidad de vida de las generaciones presentes y futuras, en forma prioritaria;
- Fomentar la participación social en los procesos de toma de decisión;
- Promover el uso racional y sustentable de los recursos naturales;
- Mantener el equilibrio y dinámica de los sistemas ecológicos;
- Asegurar la conservación de la diversidad biológica;
- Prevenir los efectos nocivos o peligrosos que las actividades antrópicas generan sobre el ambiente para posibilitar la sustentabilidad ecológica, económica y social del desarrollo;
- Promover cambios en los valores y conductas sociales que posibiliten el desarrollo sustentable, a través de una educación ambiental;
- Organizar e integrar la información ambiental y asegurar el libre acceso de la población a la misma;
- Establecer un sistema de coordinación entre diferentes jurisdicciones, para implementar políticas ambientales nacionales y regionales;
- Establecer procedimientos y mecanismos adecuados para la minimización de riesgos ambientales, para la prevención y mitigación de emergencias ambientales y para la recomposición de los daños causados por la contaminación ambiental.[1]

Determinando a continuación en el artículo 3 que la ley es de carácter nacional, pública y debe ser utilizada mediante la interpretación y la aplicación de sus conceptos en legislaciones específicas, ya que esta ley es generalística y determina un criterio prevalente.

### Principios de la política ambiental
El espacio de actuación del artículo 4 se define en el siguiente artículo, así se determina la interpretación y la aplicación de la ley mediante distintos principios:
- Principio de congruencia: el modo de aplicación de esta ley a nivel provincial o municipal debe estar de acuerdo con ésta, en caso contrario prevalece esta ley sobre cualquier tipo de legislación que se le oponga.
- Principio de prevención: las fuentes y causas de problemas ambientales se deben atender con prioridad y de manera integrada, tratando de impedir posibles daños en el ambiente.
- Principio precautorio: en caso de peligro de daño grave o irreversible esta ley faculta aun con desinformación o certeza científica de adoptar medidas para impedir la degradación del medio ambiente.
- Principio de equidad intergeneracional: los responsables de la protección ambiental deben cuidar del uso y goce del ambiente teniendo en cuenta a las generaciones presentes y futuras.
- Principio de progresividad: este principio adopta la progresividad para la adaptación de las medidas que puedan implementarse, sean interinas o finales, obligando a adaptarlo en un cronograma de objetivos.
- Principio de responsabilidad: quién genere efectos degradantes ambientalmente, sea en la actualidad o a futuro, es el responsable de las acciones preventivas y correctivas para su recomposición, sin perjuicio de la vigencia de los sistemas de responsabilidad que correspondan.
- Principio de subsidiariedad: el Estado nacional y la administración pública con sus diferentes jerarquías tienen la obligación de colaborar, y de ser necesario, participar en forma complementaria en el accionar de los individuos (particulares) en la preservación y conservación del ambiente.
- Principio de sustentabilidad: el desarrollo tanto económico como social y el aprovechamiento de los recursos naturales deben realizarse mediante una gestión apropiada sin comprometer a las presentes y futuras generaciones.
- Principio de solidaridad: la Nación y las provincias son responsables en prevención y la mitigación de los efectos ambientales transfronterizos negativos de su propio accionar, así como de la minimización de los riesgos ambientales sobre los sistemas ecológicos compartidos.
- Principio de cooperación: los recursos naturales y sistemas ecológicos compartidos deben ser utilizados equitativamente y de forma racional, el tratamiento y mitigación de las emergencias ambientales de efectos transfronterizos serán desarrollados de forma conjunta.[1]

De estos principios se puede extraer la clara distinción entre daño ambiental de carácter colectivo y el daño ambiental de carácter individual, aun cuando se deben cubrir diversas lagunas legales tales como el fondo de restauración o las garantías financieras de recomposición del daño ambiental.
En el artículo 7 da competencia judicial al tribunal ordinario local, siempre y cuando no sean actos de degradación o contaminación interjurisdiccional, en este caso la competencia judicial será de un tribunal federal.

### Gestión ambiental
Los instrumentos de la política y la gestión ambiental determinados en el artículo 8 son seis, a saber: el ordenamiento ambiental del territorio, la evaluación de impacto ambiental, el sistema de control sobre las actividades humanas, la educación ambiental, el sistema de diagnóstico e información ambiental y el régimen económico de promoción del desarrollo sustentable.
En cuanto a la coordinación de medidas entre distintas jurisdicciones-artículo 9-, se establece el Consejo Federal de Medio Ambiente (COFEMA) que debe considerar los intereses de los diferentes sectores con la sociedad, y entre la sociedad con la administración pública. Y, en cuanto al ordenamiento ambiental:

"El proceso de ordenamiento ambiental, teniendo en cuenta los aspectos políticos, físicos, sociales, tecnológicos, culturales, económicos, jurídicos y ecológicos de la realidad local,  regional y nacional, deberá asegurar el uso ambientalmente adecuado de los recursos ambientales, posibilitar la máxima producción y utilización de los diferentes ecosistemas, garantizar la mínima degradación y desaprovechamiento y promover la participación social, en las decisiones fundamentales del desarrollo sustentable".
Artículo 10.

Para lograrlo, dónde haya personas o actividades de las mismas se deben considerar los recursos naturales y su sustentabilidad, la distribución de la población y sus características particulares, la naturaleza y características de los distintos biomas y las alteraciones de los mismos por diferentes circunstancias y, finalmente, la conservación y preservación de ecosistemas significativos.
Si se sospecha que alguna obra o actividad puede degradar el medio ambiente, o alguno de sus componentes, o afectar la vida de la población, será sujeto de evaluación de impacto ambiental, antes de que se ejecute la misma. Asimismo, estos estudios de impacto ambiental deberán contener como mínimo la descripción detallada del proyecto o actividad, el impacto sobre el ambiente y las medidas para mitigar los efectos negativos.
En cuanto a la participación ciudadana, "toda persona tiene derecho a ser consultada" sobre la preservación y protección del medio ambiente, para ello se pueden utilizar consultas o audiencias públicas, además de obtener educación e información sobre el medio ambiente.
Cualquier persona física o jurídica que realice actividades ambientalmente riesgosas deberá contar con un seguro para garantizar la recomposición del daño que pueda producir, pudiendo integrar un fondo de restauración ambiental.

## Impacto Ambiental
El impacto ambiental es el efecto que produce la actividad humana sobre el medio ambiente y los efectos que produce una catástrofe natural, toda obra o actividad que pueda afectar el ambiente o la calidad de vida de la población, como por ejemplo la construcción de un dique o la deforestación de un campo, tiene que ser evaluada antes de su comienzo para ver qué impacto ambiental causa.

## Daño ambiental
El daño ambiental es toda alteración que modifica en forma negativa el ambiente, sus recursos, el equilibrio de los ecosistemas, o los bienes o valores colectivos. Las personas que realizan actividades riesgosas para el ambiente deben contratar un seguro con cobertura suficiente para garantizar la reparación del daño que puedan producir; y si alguien causa un daño ambiental debe restablecer las cosas al estado anterior, y en caso de que no sea posible, tiene que pagar una suma de dinero que va a determinar la justicia.
Los artículos 27 al 33 describen al daño ambiental de manera colectiva, definiéndolo como:

"Se define el daño ambiental como toda alteración relevante que modifique negativamente el ambiente, sus recursos, el equilibrio de los ecosistemas, o los bienes o valores colectivos".
Artículo 27

Así el responsable de causar daño ambiental será responsable por el restablecimiento al estado anterior del mismo y de no ser técnicamente posible, se le aplicará una indemnización sustitutiva determinada por la justicia ordinaria que deberá depositarse en el Fondo de Compensación Ambiental. La responsabilidad civil y penal es independiente de ésta, presumiéndose si existen infracciones a las normas ambientales establecidas.
Si un ambiente ha sido dañado el Defensor del Pueblo o las asociaciones no gubernamentales de defensa ambiental están facultadas a reclamar por el resarcimiento del mismo, conforme al artículo 43 de la Constitución y el Estado nacional, provincial o municipal podrán recomponer o indemnizar a la persona de su jurisdicción que haya sido directamente afectada. Igualmente, faculta a toda persona puede interponer una acción de amparo para la cesación de actividades de daño ambiental colectivo.
Si el daño lo cometen dos o más personas y no se puede determinar los grados de responsabilidades de cada una, todos serán responsables solidariamente. Y en caso de ser producido por una persona jurídica, la responsabilidad se extiende a sus autoridades y profesionales según su participación.
Como medida precautoria del ambiente pueden solicitarse medidas de emergencia, aun sin audiencia de la parte contraria, y el juez podrá disponer de ellas sin ninguna petición por alguna de las partes.

### Fallo Río Matanza - Riachuelo

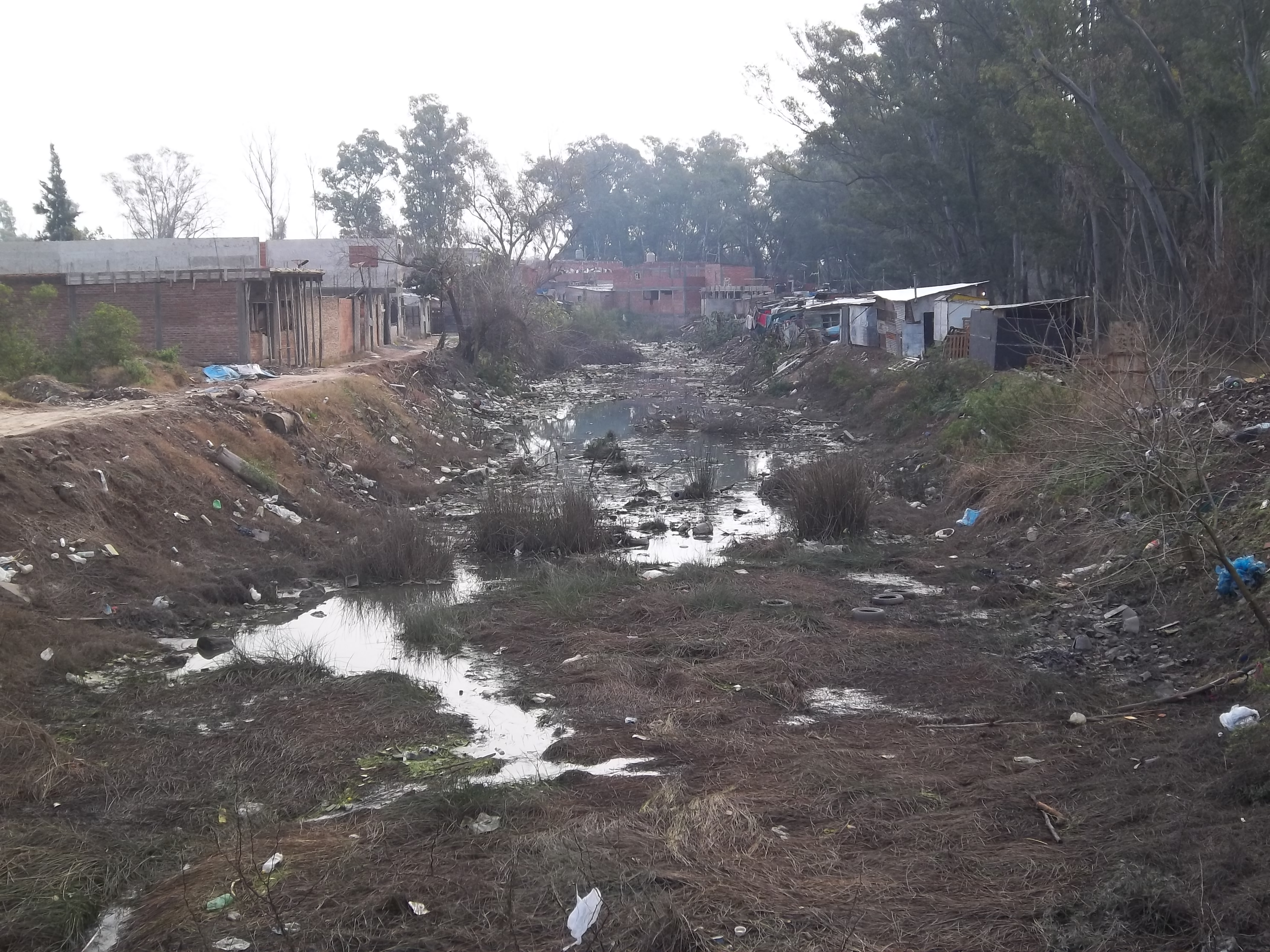
Desperdicios en el cauce antiguo del Río Matanza en Villa La Salada. 2012.

El 8 de julio de 2008 la Corte Suprema de Justicia dictó el fallo a la causa denominada "Mendoza Beatriz Silvia y otros c/ Estado nacional y otros s/ daños y perjuicios (daños derivados de la contaminación ambiental del Río Matanza - Riachuelo)" debiéndose realizar obras de saneamiento. El fallo fue considerado histórico por la Fundación Ambiente y Recursos Naturales (FARN) quién proporcionó el abogado para las ONG admitidas como terceros.
El plan de saneamiento se conformó en el fallo a través de un cuerpo colegiado integrado por el Defensor del Pueblo y las ONG y se estableció un plazo específico para el accionar estatal de un plan de salud, atendiendo a los sectores más vulnerables de la Cuenca. Así, la Corte Suprema tomo en cuenta la Ley General del Ambiente para dictaminar sobre el Río Matanza Riachuelo.